# Stictoleptura palmi
Stictoleptura palmi — жук из семейства усачей и подсемейства Усачики.

## Описание
Жук длиной от 13 до 18 мм. Время лёта взрослого жука с июня по август.

## Распространение
Эндемик Канарских островов.

## Экология и местообитания
Жизненный цикл вида длится от двух до трёх лет. Кормовые растения: лиственные и хвойные деревья, родов: лавр (Laurus), сосна (Pinus), эрика (Erica) и эвкалипт (Eucalyptus).